# Sztefanyija
A Sztefanyija (ciril betűkkel: Стефанія, angolos írásmóddal: Stefania) az ukrán Kalush Orchestra együttes dala, mellyel Ukrajnát képviselték a 2022-es Eurovíziós Dalfesztiválon Torinóban. A dal belső kiválasztás során nyerte el a dalversenyen való indulás jogát.

## Eurovíziós Dalfesztivál
2022. január 25-én vált hivatalossá, hogy az együttes alábbi dala is bekerült a Vidbir elnevezésű ukrán nemzeti döntő mezőnyébe. A dal hivatalosan február 7-én jelent meg. A február 12-én megrendezett nemzeti döntőben az együttes a három tagú szakmai zsűri pontjai alapján harmadik, míg a nézői szavazáson első helyezett lett, így összességében másodikként végeztek a versenyen. Pár napra rá, február 16-án a verseny győztese bejelentette, visszalép a dalfesztiválon való szerepléstől. Az ukrán nemzeti műsorszolgáltató, a UA:PBC még aznap bejelentette, hogy tárgyalásokat tartanak a nemzeti döntő második helyezettjével, hogy felajánlják nekik az ország képviselésének jogát. 2022. február 22-én bejelentették, hogy megállapodtak a Kalush Orchestrával, így ők fognak az ukrán színekben indulni az Eurovíziós Dalfesztiválon.
A dalfesztivál előtt Tel-Avivban, Amszterdamban és Madridban, eurovíziós rendezvényeken népszerűsítették versenydalukat.
A dalt először a május 10-én rendezett első elődöntőben adták elő fellépési sorrend szerint hatodikként a Szlovéniát képviselő LPS Disko című dala után és a Bulgáriát képviselő Intelligent Music Project Intention című dala előtt. Az elődöntőből első helyezettként sikeresen továbbjutottak a május 14-i döntőbe, ahol fellépési sorrendben tizenegyedikként léptek fel, a Hollandiát képviselő S10 De diepte című dala után és a Németországot képviselő Malik Harris Rockstars című dala előtt. A szavazás során a zsűri szavazáson összesítésben negyedik helyen végeztek 192 ponttal, míg a nézői szavazáson első helyen végeztek 439 ponttal, így összesítésben 631 ponttal ponttal megnyerték a versenyt és megszerezték Ukrajna harmadik eurovíziós győzelmét. A Stefania az első rap dal, ami megnyerte a dalfesztivált.
A következő ukrán induló a Tvorchi Heart of Steel című dala volt a 2023-as Eurovíziós Dalfesztiválon.
A következő győztes a Svédországot képviselő Loreen Tattoo című dala volt.

### Kapott pontok
Első elődöntő
| Szavazat | Össz | Szavazó országok | Szavazó országok | Szavazó országok | Szavazó országok | Szavazó országok | Szavazó országok | Szavazó országok | Szavazó országok | Szavazó országok | Szavazó országok | Szavazó országok | Szavazó országok | Szavazó országok | Szavazó országok | Szavazó országok | Szavazó országok | Szavazó országok | Szavazó országok | Szavazó országok |
| Szavazat | Össz | Albánia          | Lettország       | Litvánia         | Svájc            | Szlovénia        | Bulgária         | Hollandia        | Moldova          | Portugália       | Horvátország     | Dánia            | Ausztria         | Izland           | Görögország      | Norvégia         | Örményország     | Franciaország    | Olaszország      |                  |
| -------- | ---- | ---------------- | ---------------- | ---------------- | ---------------- | ---------------- | ---------------- | ---------------- | ---------------- | ---------------- | ---------------- | ---------------- | ---------------- | ---------------- | ---------------- | ---------------- | ---------------- | ---------------- | ---------------- | ---------------- |
| Nézők    | 202  | 8                | 12               | 12               | 10               | 10               | 12               | 12               | 12               | 12               | 12               | 12               | 12               | 12               | 10               | 10               | 12               | 10               | 12               |                  |
| Zsűri    | 135  | 12               | 12               | 12               | 8                | 7                |                  | 8                | 12               | 7                | 7                | 7                |                  | 10               | 3                | 6                | 7                | 10               | 7                |                  |

Döntő
| Szavazat | Össz | Szavazó országok | Szavazó országok | Szavazó országok | Szavazó országok | Szavazó országok | Szavazó országok | Szavazó országok | Szavazó országok | Szavazó országok | Szavazó országok | Szavazó országok | Szavazó országok | Szavazó országok | Szavazó országok | Szavazó országok | Szavazó országok | Szavazó országok | Szavazó országok | Szavazó országok | Szavazó országok | Szavazó országok   | Szavazó országok | Szavazó országok | Szavazó országok | Szavazó országok | Szavazó országok | Szavazó országok | Szavazó országok | Szavazó országok | Szavazó országok | Szavazó országok | Szavazó országok | Szavazó országok | Szavazó országok | Szavazó országok | Szavazó országok | Szavazó országok | Szavazó országok | Szavazó országok |
| Szavazat | Össz | Csehország       | Románia          | Portugália       | Finnország       | Svájc            | Franciaország    | Norvégia         | Örményország     | Olaszország      | Spanyolország    | Hollandia        | Németország      | Litvánia         | Azerbajdzsán     | Belgium          | Görögország      | Izland           | Moldova          | Svédország       | Ausztrália       | Egyesült Királyság | Lengyelország    | Szerbia          | Észtország       | Albánia          | Lettország       | Szlovénia        | Bulgária         | Horvátország     | Dánia            | Ausztria         | Izrael           | Grúzia           | Málta            | San Marino       | Ciprus           | Írország         | Észak-Macedónia  | Montenegró       |
| -------- | ---- | ---------------- | ---------------- | ---------------- | ---------------- | ---------------- | ---------------- | ---------------- | ---------------- | ---------------- | ---------------- | ---------------- | ---------------- | ---------------- | ---------------- | ---------------- | ---------------- | ---------------- | ---------------- | ---------------- | ---------------- | ------------------ | ---------------- | ---------------- | ---------------- | ---------------- | ---------------- | ---------------- | ---------------- | ---------------- | ---------------- | ---------------- | ---------------- | ---------------- | ---------------- | ---------------- | ---------------- | ---------------- | ---------------- | ---------------- |
| Nézők    | 439  | 12               | 10               | 12               | 12               | 10               | 12               | 12               | 10               | 12               | 12               | 12               | 12               | 12               | 12               | 12               | 10               | 12               | 12               | 12               | 12               | 12                 | 12               | 7                | 12               | 10               | 12               | 10               | 12               | 10               | 12               | 12               | 12               | 12               | 8                | 12               | 12               | 12               | 8                | 10               |
| Zsűri    | 192  | 4                | 12               | 8                |                  | 3                | 10               | 3                | 6                |                  |                  |                  | 10               | 12               | 6                | 6                |                  | 10               | 12               |                  | 7                |                    | 12               |                  |                  | 7                | 12               | 8                |                  | 8                | 5                |                  | 7                | 6                |                  | 2                | 7                | 3                |                  | 6                |